# Flincka Fingrar
Flincka Fingrar var en svensk rockgrupp. Den svenske dokumentärfilmaren Peter Gaszynski gjorde en film av bandets konsert på Strandhotellet på Dalarö i juli 2004. Filmen visades på SVT den 3 september 2004. Bandet släppte skivan Vildvuxna rosor år 2005.
Bandet upplöstes 2008 och ersattes av Revolutionsorkestern.

## Medlemmar
- Thorsten Flinck – sång, gitarr
- Bill Öhrström – percussion, munspel
- Conny Bloom – gitarr
- Peer Besver – basgitarr
- Erik Ljung – klaviatur
- Jens Gerlund – trummor